# Rube Bloom
Reuben 'Rube' Bloom (New York, 24 april 1902 – aldaar, 30 maart 1976) was een Amerikaanse jazzzanger, -pianist, -componist, -arrangeur, songwriter en auteur.

## Biografie
Vanaf 1919 werkte Bloom voor het eerst als begeleidingsmuzikant in de vaudeville en in de jaren 1920 in de jazzbands van Sam Lanin (waarmee de eerste opnamen werden gemaakt voor Okeh Records in 1924), Bix Beiderbecke, Frank Trumbauer en Miff Mole (Sioux City Six 1924 of als The Cotton Pickers), het Ray Miller Orchestra (die Blooms Flock O'Blues opnam), Red Nichols (opgenomen als The Tennessee Tooters voor Vocalion Records) en Irving Kaufman. Tijdens de jaren 1920 schreef Bloom een aantal nieuwe pianosolo's en liedjes. In 1923 werd een van zijn beroemdste composities Who's Sorry Now?, die hij met Bert Kalmar en Ted Snyder had geschreven en in talloze coverversies was opgenomen, al in 1923 opgenomen door Ben Bernie, The California Ramblers, Isham Jones, later door Red Nichols, Billy Banks, Frankie Newton en het Casa Loma Orchestra. De versie van de Original Memphis Five kwam in juli 1923 op #8 in de Amerikaanse hitlijsten. In 1940 stond Harry James opnieuw in de hitlijsten met het nummer (#18).
In 1926 nam hij de solonummers Soliloquy en Spring Fever op voor Harmony Records. Vanaf 1925 werkte hij samen met muziekuitgever Joe Davis. In de tweede helft van de jaren 1920 begeleidde hij vocalisten als Noble Sissle, Alma Henderson, Esther Walker, Jay C. Flippen, Peggy English, Evelyn Preer, Seger Ellis, Ruth Etting, Sammy Fain en Art Gillham. In 1926 nam hij op onder zijn eigen naam voor Brunswick Records (Stampede/Back Beats), in 1927 voor Cameo Records, Columbia Records en Okeh Records (I Can't Give You Anything But Love). In 1927 werkte hij als arrangeur voor Duke Ellington, toen hij zijn compositie Soliloquy (Brunswick Records) opnam. In 1929 schreef hij muziek voor de filmmusical The Show of Shows. Gedurende deze tijd werkte hij ook met Blue Four van Joe Venuti, Eddie Lang (Mine, All Mine, 1927), Ben Selvin, Annette Hanshaw, Jack Purvis en Arthur Schutt. In 1930 nam hij op met Rube Bloom and His Bayou Boys voor Columbia Records. Muzikanten van deze all-stars band waren Manny Klein, Tommy Dorsey, Benny Goodman, Adrian Rollini, Stan King en de zanger was Roy Evans. In 1931 vergezelde hij Lee Morse en Ethel Waters. Blooms laatste opnamen voor Victor (Penthouse Romance) zijn gemaakt in december 1934. Op het gebied van jazz was hij tussen 1924 en 1934 betrokken bij 212 opnamesessies.
In zijn latere jaren werkte Bloom voornamelijk als songwriter en componist. In 1939 schreef hij het nummer Day In, Day Out met Johnny Mercer, dat o.a. werd opgenomen door Bob Crosby, Billie Holiday, Benny Goodman, Jan Savitt en Art Tatum. Mercer verwerkte Blooms instrumentale nummer Shangri-La in 1940 tot het nummer Fools Rush In (Where Angels Fear to Tread), dat een van de meest populaire ballads was in 1940 in de versies van Tony Martin, Glenn Miller ('Bluebird', #1) en Tommy Dorsey/Frank Sinatra (Victor; #12), kwam in de Amerikaanse hitlijsten en werden ook opgenomen door Mildred Bailey, Brook Benton en Etta James.
Bloom werkte ook als songcomponist met Mitchell Parish, Harry MacGregor Woods en Ted Koehler, met wie hij de nummers Out in the Cold Again (1934), Don't Worry 'Bout Me (1939), Stay On the Right Side Sister (door Doris Day) en Truckin', de laatste nummer #1 hit in 1935 van Fats Waller. Met Harry Ruby schreef hij Give Me the Simple Life (1945) voor de film Wake Up and Dream, waarmee Benny Goodman in de Amerikaanse hitlijsten kwam en die vooral bekend werd door Frank Sinatra. Zijn nummer I Can't Face the Music werd in 1962 opgenomen door Ella Fitzgerald op haar Verve Records-album Rhythm is My Business (met Bill Doggett). Zijn laatste nummer was Here’s to My Lady (1952), dat hij schreef met Johnny Mercer. Bloom publiceerde ook verschillende pianohandboeken zoals Magichord: Modern Piano Method of Modern Jazz Piano Course uit de jaren 1930.

## Overlijden
Rube Bloom overleed in maart 1976 op 73-jarige leeftijd. Bloom ligt begraven op Beth David Cemetery in Elmont, New York. In 1982 werd hij opgenomen in de Songwriters Hall of Fame.

## Discografie
- Day In, Day Out (Johnny Mercer)
- Don't Worry 'Bout Me (Ted Koehler)
- Fools Rush In (Where Angels Fear to Tread) (Johnny Mercer)
- Give Me the Simple Life (Harry Ruby)
- Good-for-Nothin' Joe (Ted Koehler)
- I Can't Face the Music (Ted Koehler)
- Maybe You'll Be There (Sammy Gallop)
- Out in the Cold Again
- I I Were Sure of You
- The Man from the South
- Truckin'
- What Goes Up Must Come Down
- Lonely Mannequin (1936, met Sammy Lerner)
- Mysterious Mose
- One Finger Joe
- The Man from the South
- That Futuristic Rag
- Song of the Bayou (1929)